# Liman
Uzasadnienie: Artykuły obejmują to samo zagadnienie.

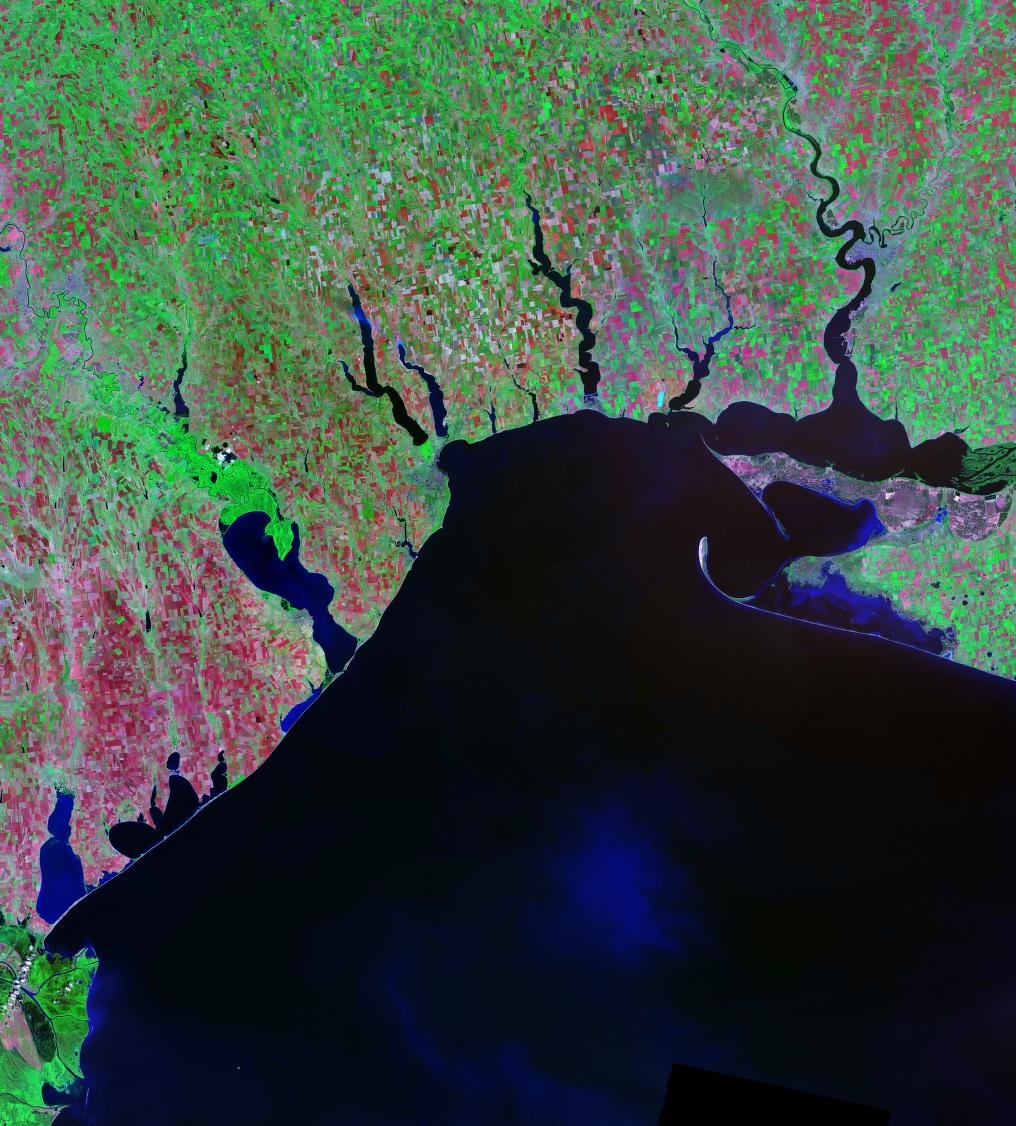
Limany na północnym wybrzeżu Morza Czarnego – zdjęcie satelitarne Landsat

Liman – płytka zatoka, która powstała z zalanego, ujściowego odcinka głębokiej doliny rzecznej (jaru). Część limanów ma połączenie z pełnym morzem (np. Zatoka Jahorłycka), a inne są częściowo odcięte piaszczystym wałem, który jest zwany kosą (np. liman Dniestru).
Limany całkowicie zamknięte zmieniają się w nabrzeżne jeziora limanowe (np. Tiligulski Liman koło Odessy). Limany często występują na wybrzeżach Morza Czarnego i Morza Azowskiego.